# Mulaczysko (jezioro)
Mulaczysko (także Jezioro Malczyskie) – jezioro położone w północno-wschodniej Polsce, w gminie Nowinka, na terenie Wigierskiego Parku Narodowego.

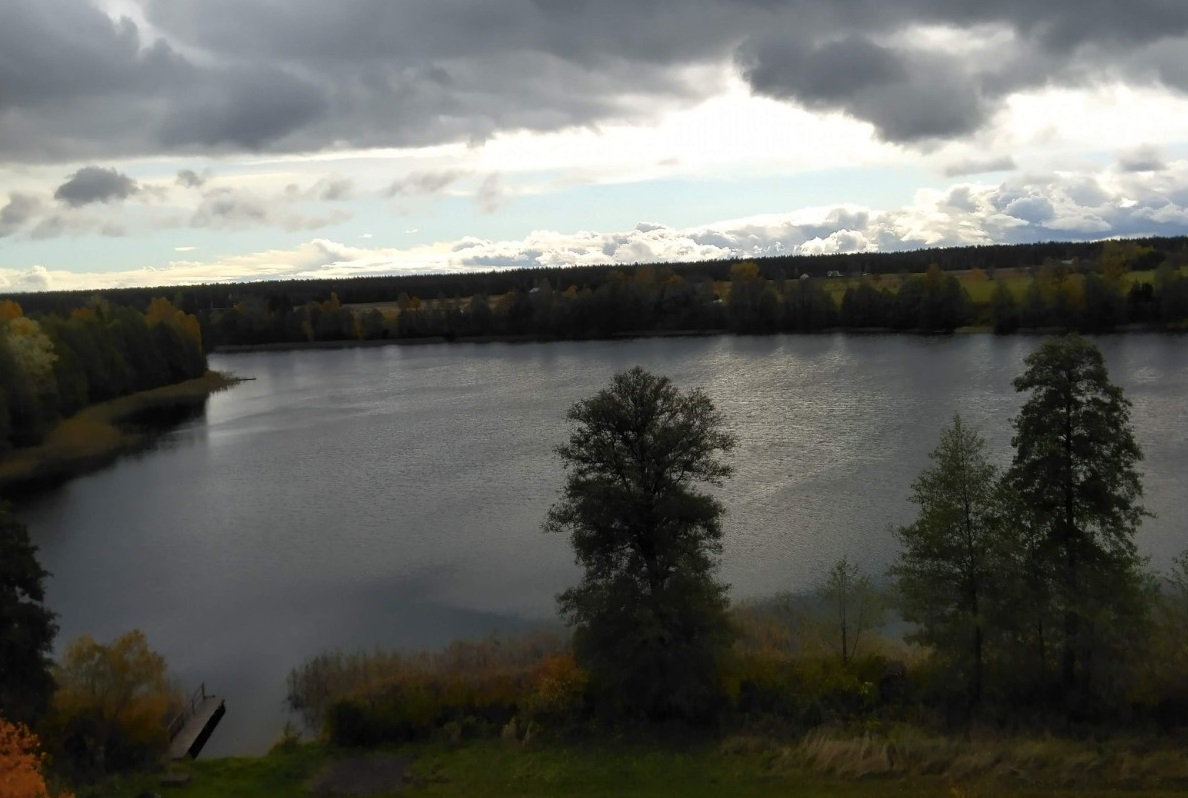
Jezioro Mulaczysko w Wigierskim Parku Narodowym

Jego powierzchnia wynosi 13,5 ha (według danych Instytutu Rybactwa Śródlądowego - 18,3 ha). Średnia głębokość wynosi 5,7 m, a maksymalna głębokość: 26 m.
Jezioro Mulaczysko ma owalny kształt. Otoczone jest polami i łąkami. Wzdłuż jego brzegu przebiega turystyczny Szlak zielony im. Antoniego Patli. W bliskiej odległości znajduje się miejscowość Krusznik. Poziom lustra wody jest o ok. 2 m wyższy od Wigier, co świadczy, że zbiornik nie był nigdy częścią zbiornika Prawigry.